# Steinunn Finnsdóttir
Steinunn Finnsdóttir (* 1640 oder 1641; † etwa 1710), auch Steinunn í Höfn genannt, war eine isländische Dichterin, die erste namentlich bekannte Verfasserin von Rímur und die erste namentlich bekannte Isländerin, von deren Dichtung ein umfangreicher Teil erhalten ist.

## Leben
In ihrer Jugend verbrachte sie fünf Jahre auf Skálholt. Der dortige Bischof Brynjólfur Sveinsson bescheinigte ihr 1662 ein lasterloses und gutmütiges Verhalten, wie es zu einer frommen und ehrbaren jungen Frau passe.
Später lebte sie auf Höfn in Melasveit (Borgarfjarðarsýsla). Steinunn heiratete Þorbjörn Eiríksson und hatte mit ihm eine Tochter namens Guðrún; diese war wiederum die Mutter von Snorri Björnsson (auch Snorri á Húsafelli genannt). Zuletzt war von Steinunn bei der Volkszählung 1703 zu erfahren, dass sie bei ihrer Tochter lebte.

## Werke und Überlieferung
Ihre Hauptwerke sind zwei Rímur-Zyklen: Hyndlu rímur („Rímur von Hyndla“, mit über 400 Strophen) und Snækóngs rímur („Rímur des Schneekönigs“). Beide verarbeiten älteres Erzählmaterial (Hyndluljóð – allerdings handelt es sich hierbei nicht um das bekannte Eddalied gleichen Namens – und Snjáskvæði), welches zur Märchen- und Volkssagentradition gehört. Die Hauptfigur in den Rímur ist jeweils eine Frau, die verzaubert wurde, einmal in einen Hund und einmal in einen Mann.
Außerdem sind von Steinunn viele Lieder für einen „Vikivaki“ genannten Ringtanz, einzelne vierzeilige Lausavísur und ein Gedicht über mittelalterliche isländische Helden (Kappakvæði) überliefert. In diesem listet sie 33 Figuren aus Isländersagas auf, darunter zwei Frauen aus der Laxdæla saga.
Der Großteil der erhaltenen Dichtung von Steinunn befindet sich in der aus zwei ursprünglich separaten Manuskripten zusammengebundenen Handschrift AM 146 b 8vo. Ein Auszug aus Snækóngs rímur ist auch in der Handschrift ÍB 302 4to auf fol. 163v überliefert. Die in der ersten Hälfte des 19. Jahrhunderts entstandene Handschrift Lbs 2527 8vo schreibt Steinunn zudem das Gortaraljóð zu.

## Rezeption
Frühe Kommentatoren hielten Steinunn für eine unoriginelle Nebenfigur in der Geschichte der isländischen Literatur, so bezeichnete Bjarni Vilhjálmsson in seinem Vorwort zur Edition ihrer Rímur diese 1950 beispielsweise als sviplítill og tilþrifalaus skáldskapur („wenig aussagende Dichtung ohne Schwung“). In der jüngeren Forschung wurde hingegen die Originalität ihrer mansöngvar und ihre „Vision eines gerechteren Gesellschaftssystems“ hervorgehoben.